# Incident du Normanton

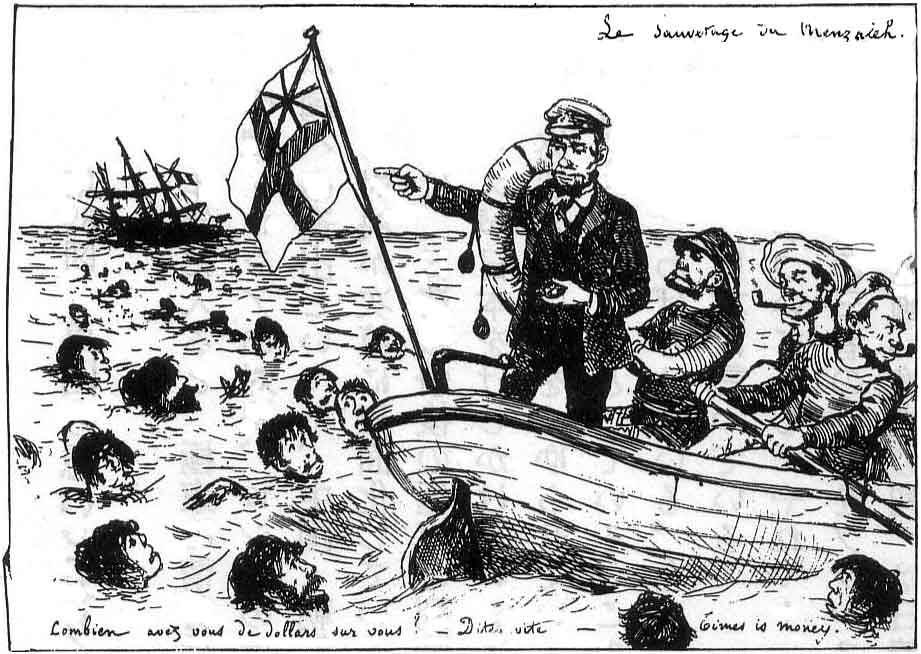
Le sauvetage du Menzare de Georges Bigot, édition no 9 du Tôbaé, juin 1887.
----.
Georges Bigot, artiste français ayant consacré la majeure partie de sa carrière au Japon, est l'un des premiers à estimer que les traités inégaux imposés au Japon doivent être révisés. Dans cette illustration, Bigot satirise le naufrage d'un navire postal français au large de Shanghai en 1887 en le comparant avec la conduite de l'équipage britannique du Normanton. Dans cette image, le capitaine Drake, debout dans un canot de sauvetage, demande aux naufragés : « Combien d'argent avez-vous sur vous ? Vite ! Le temps, c'est de l'argent ! ».

L'incident du Normanton (ノルマントン号事件, Norumanton-gō jiken) est le nom des événements précédant et suivant le naufrage du navire marchand britannique Normanton au large de l'actuelle préfecture de Wakayama au Japon le 24 octobre 1886. Le navire est enregistré à la compagnie Madamson & Bell au moment où il s'échoue et coule tandis que tous les passagers japonais tentent leur chance à la nage, en vain. L'événement suscite un important tollé dans l'opinion publique japonaise lorsque l'enquête met en lumière les injustices des traités inégaux imposés au Japon par les puissances occidentales.

## Histoire
Le soir du 24 octobre 1886, le cargo britannique Normanton de 240 tonnes, chargé de marchandises et transportant 25 passagers japonais, quitte le port de Yokohama vers 20h et fait route vers Kobé. Cependant, durant le trajet, l'embarcation subit de puissantes rafales de vent et de la pluie de Yokkaichi dans la préfecture de Mie jusqu'au cap de Kashinozaki dans la préfecture de Wakayama où le navire s'échoue sur un récif et commence à sombrer. Le capitaine, John William Drake, et tous les membres d'équipage européens (Britanniques et Allemands) montent dans des canots de sauvetage, laissant les membres non européens (douze Indiens et Chinois) et les 25 passagers japonais sans embarcations de secours. Les Européens sont ensuite récupérés par des pêcheurs locaux qui les accueillent chaleureusement,.
Sur les 25 passagers japonais à bord du Normanton, aucun ne survit.

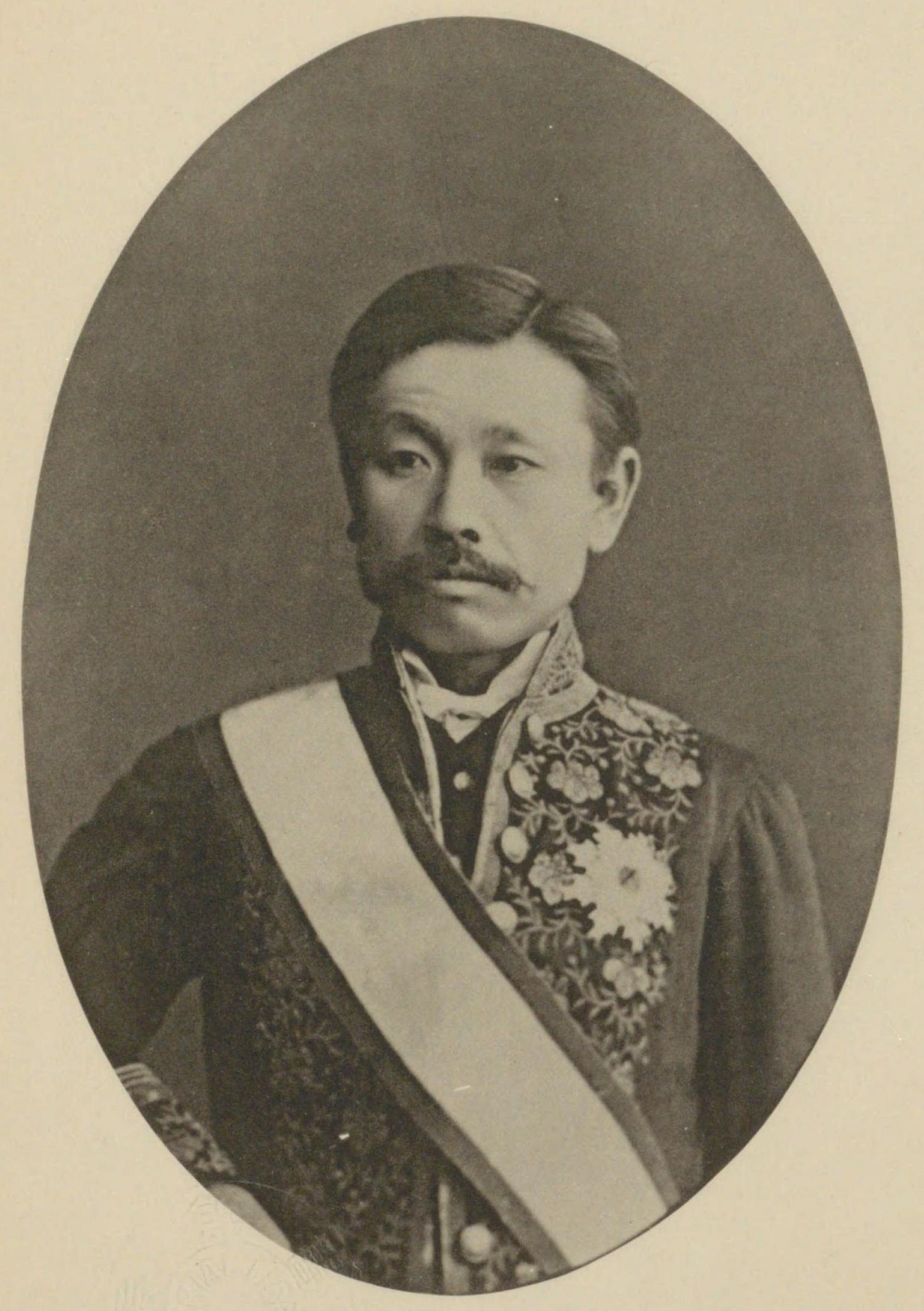
Inoue Kaoru, ministre des Affaires étrangères. Photographie prise en 1880.

Le 28 octobre, Inoue Kaoru, ministre des Affaires étrangères dans le premier gouvernement d'Itō Hirobumi, reçoit un télégramme de Matsumoto Kanae, gouverneur de la préfecture de Wakayama, qui énonce brièvement les détails du naufrage. Il est alarmé par le fait que tous les passagers japonais aient péri et ordonne une enquête de la situation sur les lieux. Cependant, les fonctionnaires japonais sont empêchés de vérifier les faits par les traités inégaux. Ils ne purent ainsi jamais mener à bien leur enquête.
La nouvelle de l'incident maritime atteint le consulat britannique de Kobé le mois suivant et le capitaine Drake est déclaré innocent de toute accusation. James Troup, le consul britannique, approuve la déclaration officielle du 5 novembre : « L'équipage a pressé les passagers japonais de monter dans les canots de sauvetage le plus rapidement possible, mais ils ne comprenaient pas les instructions en anglais. Ils se sont au contraire réfugiés à l'intérieur du navire et n'ont même pas cherché à sortir. L'équipage n'avait alors pas d'autres choix que de laisser les Japonais et de monter dans les canots (étant donné que le Normanton était un cargo, aucun membre de l'équipage n'était apte à parler japonais) ». Le capitaine et l'équipage sont reconnus innocents par l'enquête.
L'opinion publique japonaise est indignée par ce qu'elle juge être un cas de préjudice racial,. Un bon exemple du sentiment ambiant de l'époque peut être trouvé dans le Toyko Nichi Nichi Shinbun (le prédécesseur du Mainichi Shimbun, fondé en 1872). Le journal rapporte que « si le capitaine et les plus de 20 membres d'équipage purent être sauvés, il semblerait qu'au moins un ou deux Japonais auraient pu être sauvés avec eux. Cependant, la hideuse vérité est que tous ont péri ». Dans un autre article, il est prétendu que « si les passagers avaient été des Occidentaux, ils auraient été secourus immédiatement. On a laissé ces hommes mourir parce qu'ils étaient Japonais ».
Le public japonais est également indigné par le verdict du procès. Dans le Toyko Nichi Nichi Shinbun est indiqué que « vous ne pouvez qu'être incultes de la nature des Japonais pour prétendre qu'ils ont fui face au danger et refuser de reconnaître la gravité de la situation, ce qui est absurde. L'idée que ces personnes étaient trop stupides pour savoir comment se secourir elles-mêmes ou même obtenir de l'aide d'autres personnes est une erreur grave »,. Des donations arrivent également de tout le pays pour aider les familles des victimes. Des journaux entiers ne publient que des histoires sur l'incident pendant plusieurs jours et des juristes reconnus accusent ouvertement le capitaine Drake. Des politiciens de tout le pays condamnent publiquement la violence des Britanniques et la violation des droits de l'homme tandis qu'ils appellent au retour du pouvoir politique au peuple japonais.
Le gouvernement japonais va très loin dans ses efforts pour obtenir une renégociation des traités inégaux. Le ministre des Affaires étrangères, Inoue, est un fervent partisan de l'européanisation du pays en organisant des bals élaborés au Rokumeikan, cependant, il ne fait rien pour faire taire la controverse nationale montante. Le 13 novembre, il ordonne au gouverneur de la préfecture de Hyōgo Utsumi Tadakatsu d'expulser le capitaine Drake et l'équipage du port de Kobé, et les accuse de meurtre devant la cour suprême britannique pour le Japon à Yokohama. Le procès commence le jour suivant. Les Britanniques organisent une audience préliminaire à Kobé, avant de revenir à Yokohama. Le 8 décembre, le juge Nicholas John Hannen (en) reconnait Drake coupable de négligence criminelle et le condamne à trois mois d'emprisonnement. Cependant, la cour consulaire britannique rejette toute compensation aux familles des victimes,,.

## Postérité

### Le mouvement de solidarité japonais
L'incident du Normanton provoque une montée du sentiment anti-britannique et anti-étranger au Japon, et est un exemple du besoin urgent de renégocier les traités inégaux, en particulier ceux concernant le principe d'extraterritorialité. L'incident est récupéré par le mouvement de solidarité nationale, alors dans ses premières années. Il apporte la nouvelle de l'incident dans tout le pays et critique Inoue pour sa gestion de la situation jugée « coquette » et « lâche ». Le mouvement, qui demandait une réforme de la politique étrangère ainsi que l'abolition des traités inégaux, sort significativement renforcé de l'incident.

### Média

#### Théâtre et représentation
Après l'incident, plusieurs auteurs espéraient l'utiliser dans des drames au théâtre mais le gouvernement, de peur de nouveaux troubles publics, émit une interdiction.
À la même époque, un livre intitulé  Guide complet du procès des événements du naufrage du navire britannique Normanton est publié immédiatement après l'incident. Les dossiers de la cour sont aussi publiés l'année suivante en 1887.

#### Le Normanton sombre dans les flots
Immédiatement après l'incident, une chanson intitulée Le Normanton sombre dans les flots (Normanton-go chimbotsu no uta) est écrite par un anonyme et reprise rapidement dans tout le pays. Il n'y avait à l'origine que 36 strophes, mais lorsque l'incident prit fin, le nombre avait augmenté jusqu'à 59. La chanson est considérée aujourd'hui comme un standard militaire (version japonaise originale : battōtai.)
La chanson commence par une ouverture angoissante :
« 
Le rugissement des flots frappe la rive 

Réveillé en plein rêve par une tempête durant la nuit 

Observant la vaste étendue bleue 

Me demandant où sont mes compatriotes 
Essayant d'appeler, de crier, mais je n'ai plus de voix 

Je cherche encore et encore sans trouver ne serait-ce une ombre

Si les rumeurs sont vrais, la lune passe 

et vingt-cinq de nos chers frères ont mis les voiles 
Que votre voyage soit aussi doux que le vol du corbeau 

Nous connaissons un peu les navires étrangers 

Et nous savons que ceux construits par les Britanniques 

Sont réputés pour leurs prouesses nautiques 
Comme des agneaux, nous montons à bord du vaisseau

Nous passons trop rapidement les 300 kilomètres 

De distance fait de récifs et d'eau jusqu'au vieux Totomi 

Juste pour atteindre Kumano à Kishuu (Kyushu) 
Puis vers midi, la situation prend une tournure surprenante :
Ô, l'inhumanité de ce navire étranger 

Le cruel et impitoyable capitaine 

Dont le nom même évoque la lâcheté 

Observent leur triste sort de loin 
Oubliant tout de ses responsabilités 

Il se dépêche de se retirer lâchement 

Emmenant ses hommes avec lui 

Ils sautent dans des canots de sauvetage 
Ils voient les autres ombres au loin 

Des larmes de regrets apparaissent rapidement 

Ils les essuient et les combattent 

Tu es un salaud détestable, Drake 
Quelles que soient les différences qu'il peut y avoir avec ta race 

Qu'importe ce que tu connais de la miséricorde 

Tu reste là et observe 

Tu nous as laissé mourir, espèce de lâche
 »
Il n'y a là qu'un extrait, la chanson se poursuit pour aborder d'autres choses,.

### Secours maritime du Japon
Influencé par l'épisode de l'incident du Normanton, un groupe de secours maritime volontaire, appelé à l'époque « Groupe de sauvetage maritime du grand empire du Japon », est formé en 1889. Il est aujourd'hui connu sous le nom de « Secours maritime du Japon ».

## Lectures supplémentaires
- "The Events Surrounding the Passengers of the Sunken British Ship 'The Normanton'" (A Japanese Ministry of Foreign Relations Publication, 19)
- Kawai, Hikomasa "The Normanton Incident" (Ancient Japanese Documents Bulletins) 166
- Soga Ban, Editor "The Normanton Incident, the Court Records of the British Steam Ship" - Royal Library of Korea, 1887